# Sook-Yin Lee

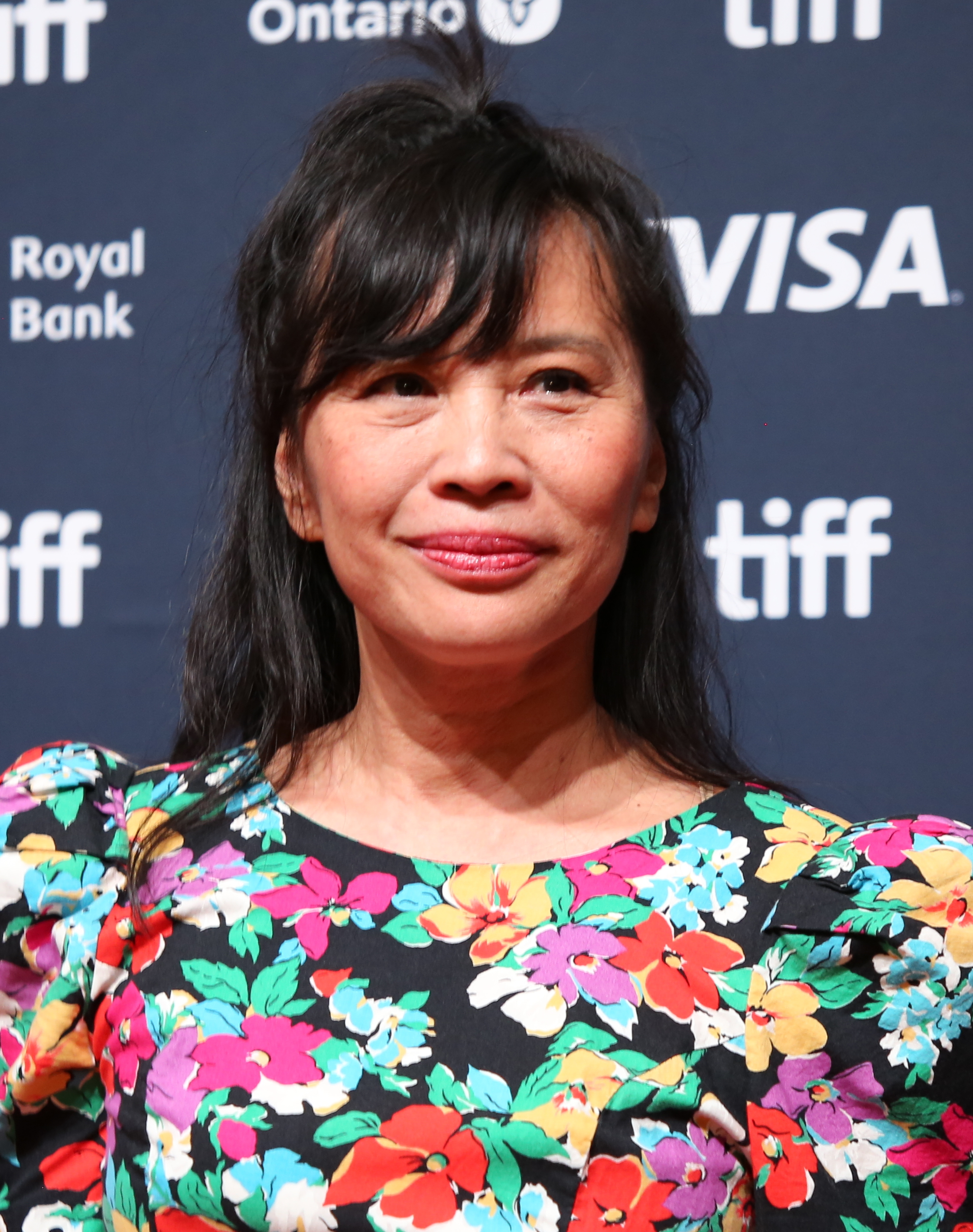
Sook-Yin Lee (2024)

Sook-Yin Lee (* in Vancouver, British Columbia) ist eine kanadische Rocksängerin, Rundfunkmoderatorin, Filmschauspielerin, -regisseurin und Drehbuchautorin. Ihr Geburtsdatum hat sie bisher nicht öffentlich bekannt gegeben.

## Leben
Sook-Yin Lee ist die Tochter eines chinesischstämmigen kanadischen Ehepaares. Ihre Mutter wurde in der Volksrepublik China, ihr Vater in Hongkong geboren. Sie wuchs zweisprachig (englisch und kantonesisch) auf. In den frühen 1990er-Jahren war sie Leadsängerin der kanadischen Independent-Rockband Bob’s Your Uncle. Nach deren Auflösung veröffentlichte sie 1994 und 1996 jeweils ein Soloalbum.
Seit 1992 ist sie Regisseurin und Drehbuchautorin von Fernseh- und Kinofilmen und tritt als Darstellerin auf. Von 1995 bis 2001 war Sook-Yin Lee Videojockey bei MuchMusic, seit 2002 ist sie Moderatorin im ersten englischsprachigen Hörfunkprogramm der öffentlich-rechtlichen Rundfunkanstalt CBC/Radio-Canada.
Aufsehen erregte sie mit einer Hauptrolle in John Cameron Mitchells 2006 veröffentlichtem Film Shortbus, wo sie vor der Kamera unsimulierten explizit gefilmten Geschlechtsverkehr mit dem Laienschauspieler Raphael Barker ausübte. Die durch die CBC deshalb zunächst ausgesprochene Kündigung wurde nach öffentlichen Protesten von Francis Ford Coppola, Michael Stipe, Julianne Moore und Yoko Ono zurückgenommen.

## Diskografie
- 1994 – Lavinia’s Tongue (Zulu Records, Vancouver)
- 1996 – Wigs ’n’ Guns (Zulu Records, Vancouver)

## Filmografie (Auswahl)

### Darstellerin
- 1998: Boy Meets Girl
- 2000: Island of Shadows
- 2001: The Art of Woo
- 2006: Shortbus
- 2008: Toronto Stories
- 2020: Coroner – Fachgebiet Mord (Coroner, Fernsehserie, eine Folge)
- 2023: Close to You
- 2024: Darkest Miriam

### Regisseurin
- 2004: Girl Cleans Sink
- 2005: Unlocked
- 2008: Toronto Stories
- 2009: Year of the Carnivore